# Parlatoria crotonis
Parlatoria crotonis är en insektsart som beskrevs av Douglas 1887. Parlatoria crotonis ingår i släktet Parlatoria och familjen pansarsköldlöss. Inga underarter finns listade i Catalogue of Life.